# Raketenangriff auf ein Wohnhaus in Dnipro
Der Raketenangriff auf ein Wohnhaus in Dnipro im Zuge des russischen Überfalls auf die Ukraine erfolgte am 14. Januar 2023 durch die Truppen der Russischen Föderation.

## Verlauf
Während eines Luftalarms in Dnipro kam es nachmittags um 15:39 Uhr zum Einschlag eines Ch-22-Lenkflugkörpers in ein Wohnhaus in der Naberezhna-Peremohy-Straße 118 (ukrainisch Набережна Перемоги вулиця, 118, deutsch: Siegesstraße) im Stadt-Rajon Sobor. Dieser zerstörte den gesamten mittleren Teil des Gebäudes vom Erdgeschoss bis zum Dach, so dass sofort mit einer höheren Todeszahl gerechnet werden musste. Insgesamt 72 Wohnungen wurden komplett zerstört, weitere 164 Wohnungen wurden beschädigt. Aufgrund der hohen Zahl betroffener Wohnungen, in denen zirka 400 Menschen lebten, kamen 530 Personen mit 144 Geräten zum Einsatz, um Überlebende zu bergen.
Am 17. Januar 2023 wurden die Rettungsaktion abgeschlossen und insgesamt 45 Tote, darunter sechs Kinder gezählt. Unter den 79 Verletzten befanden sich 16 Kinder. Aus den Trümmern konnten 39 Menschen, darunter sechs Kinder, gerettet werden.
Laut ukrainischen Behörden stammte der Angriffsbefehl wie schon beim Raketenangriff auf ein Einkaufszentrum in Krementschuk vom Kommandanten des 52. Schweren Bombenfliegerregiments der russischen Luftstreitkräfte. Die Angriffe erfolgten vom Asowschen Meer und von Kursk aus. Der ukrainischen Luftabwehr soll es gelungen sein, sechs der acht Raketen über der Oblast Dnipropetrowsk abzufangen.

## Folgen und Reaktionen
Es handelte sich um den tödlichsten Angriff auf Zivilisten in der Ukraine seit mehreren Monaten. Das Gebäude blieb zunächst ohne Wasser, Heizung, Strom und Gas. Da auch zahlreiche Wohnungen ihre Fenster verloren, musste für mehr als 1000 Bewohner des umfangreichen Wohnblocks eine neue Unterkunft gefunden werden. Insgesamt wurden mindestens 280 weitere Fenster zerstört, im Nachbarhaus Nr. 116 wurde ebenfalls die Versorgung unterbrochen. Notunterkünfte wurden eingerichtet. Den Bewohnern wurden Entschädigungszahlungen zugesagt, da man sich gezwungen sah, die Wohnungen zu räumen.
Die Stadt Dnipro verkündete eine dreitägige Trauerphase, beginnend am 15. Januar 2022. Der ukrainische Präsident Wolodymyr Selenskyj nannte den Angriff „Terror“ und sagte Anstrengungen zu, die Täter zur Rechenschaft zu ziehen. Dnipros Bürgermeister Borys Filatow stellte die Vermutung auf, dass die russischen Angreifer versucht hätten, das Wärmekraftwerk Dnipro zu treffen und es verfehlten.
Der UN-Generalsekretär António Guterres betonte, dass der Angriff gegen das Humanitäre Völkerrecht verstoße und forderte eine sofortige Einstellung solcher Handlungen. Zudem sprach er den Opfern sein Beileid aus. Die französische Außenministerin Catherine Colonna nannte die Angriffe auf Wohngebiete und zivile Infrastruktur Kriegsverbrechen, die nicht ungesühnt bleiben könnten, weshalb man die Ukraine weiterhin unterstützen werden. Der polnische Ministerpräsident Mateusz Morawiecki nannte Angriffe auf Wohnhäuser unmenschlich und forderte den Stopp dieser „absichtlichen Kriegsverbrechen“.
Das russische Verteidigungsministerium bestätigte, dass es Angriffe auf Dnipro gab, behauptete aber, dass diese erfolgreich das militärische Kommando- und Kontrollsystem der Ukraine und die dazugehörigen Energieanlagen getroffen hätten. Insgesamt sei es gelungen, Energieanlagen in sechs Regionen der Ukraine zu beschädigen. Die russische Nachrichtenagenturen RIA Novosti und TASS veröffentlichten zunächst keine Meldungen zu dem Wohnhaustreffer. Über den prorussischen YouTube-Kanal War on Fakes wurden Thesen zu einer Gasexplosion verbreitet. Der Pressesprecher des Wladimir Putins, Dmitri Sergejewitsch Peskow, behauptete, dass Russland keine zivilen Wohnblöcke angegriffen habe und schob sie auf die ukrainische Luftabwehr. Militärexperten haben diese Behauptung als eine weitere russische Erfindung zurückgewiesen und auf die kolossalen Schäden hingewiesen.
Am 17. Januar 2023 trat der ukrainische Präsidentenberater Oleksij Arestowytsch von seiner Stelle zurück. Er hatte in einem Interview das Eingreifen der ukrainischen Luftabwehr als eine mögliche Ursache für den schweren Raketentreffer des bewohnten Hochhauses bezeichnet, was zu scharfer Kritik an seinen Äußerungen führte. Zudem erklärte Mykola Oleschtschuk, Kommandeur der ukrainischen Luftwaffe, dass sie gar nicht dazu in der Lage seien, russische Ch-22-Überschallraketen abzufangen. Arestowytsch entschuldigte sich daraufhin bei den Hinterbliebenen.
Einer der Toten war der Trainer der Boxmannschaft der Oblast Dnipropetrowsk Michajlo Michajlowitsch Korenowskij (Михайло Михайлович Кореновський), wie der ukrainische Boxverband am Folgetag mitteilte. Das Foto seiner zum Teil zerstörten gelben Küche sorgte für zusätzliche mediale Aufmerksamkeit, da es den Kontrast zwischen friedlichem Familienleben und Krieg verdeutlichte. Zu seiner Beerdigung erschienen hunderte Trauergäste.